# Tobias Backhaus

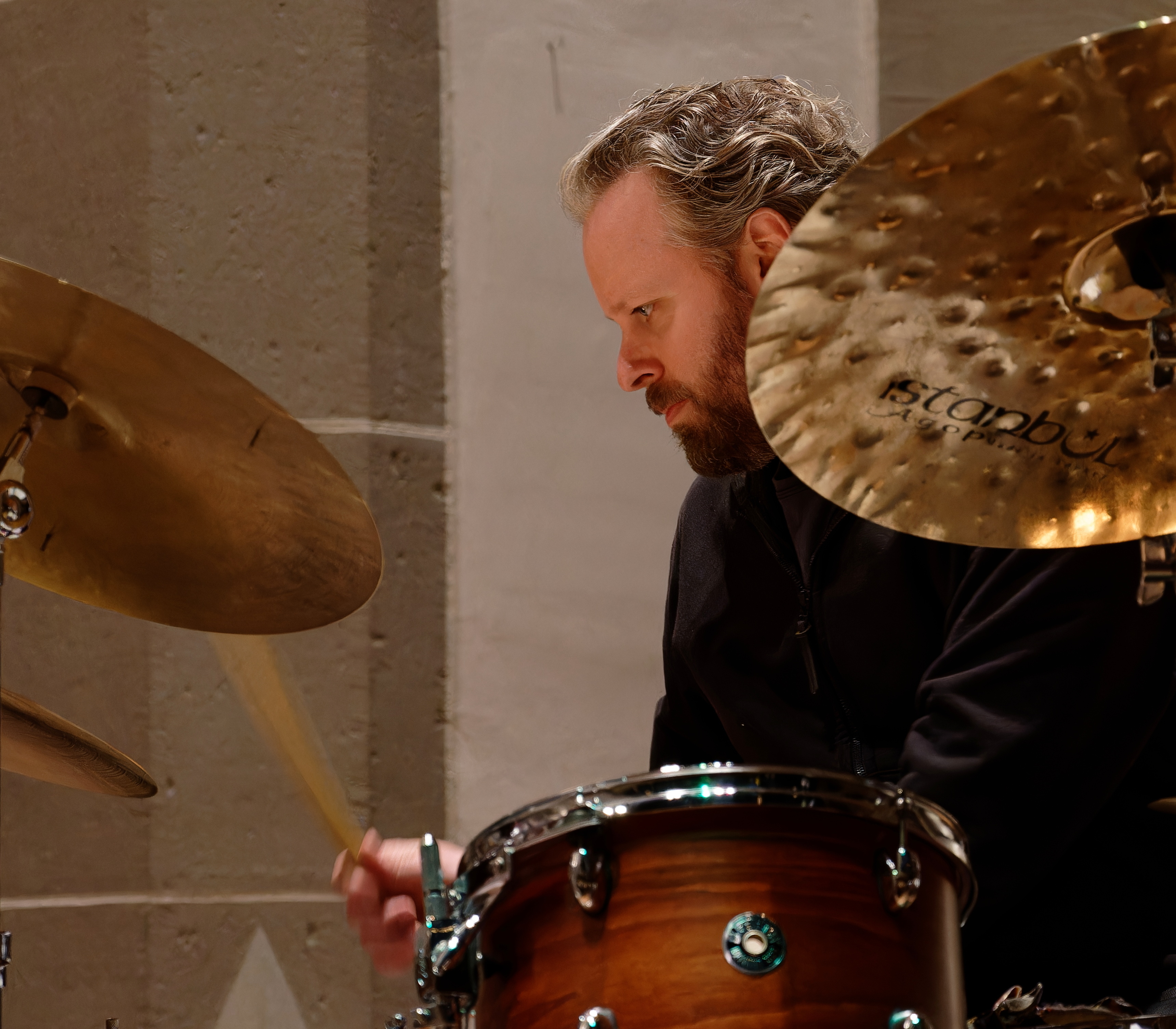
Tobias Backhaus mit dem Christoph Stiefel Inner Language Trio in der Stadtkirche Darmstadt 26.03.2023

Tobias Backhaus (* 8. Januar 1984 in Darmstadt) ist ein deutscher Jazzmusiker (Schlagzeug).

## Leben und Wirken
Backhaus erhielt – vermittelt durch seine Mutter, die früher Orgel und Klavier gespielt hatte, – eine musikalische Früherziehung. Dort begann er bereits im Alter von fünf Jahren mit dem Schlagzeugspiel. Später nahm er Unterricht bei John Riley, Ari Hoenig, Jim Black, Jeff Ballard und Keith Copeland.   Zunächst gehörte er zum Landesjugendjazzorchester Hessen und trat mit The Dop Experience, mit Jürgen Wuchner und mit Daniel Guggenheim auf. Zwischen 2005 und 2010 studierte er am Jazz-Institut Berlin bei John Hollenbeck bis zum Bachelor Schlagzeug und Komposition.
Backhaus arbeitete mit Torsten de Winkel, Till Brönner, Tony Lakatos, Carlos Bica, Gwilym Simcock, Jiggs Whigham, Torsten Goods, Bob Degen, Peter Weniger, Frank Chastenier oder Ack van Rooyen. Mit Edward Maclean, Christian Kögel, Matti Klein und Sebastian Borkowski legte er das Album Me & You (2017) vor. Aufnahmen entstanden mit Rolf Zielke, der Klaus Lenz Big Band, dem Berlin Jazz Orchestra, Cyminology, European Movement Jazz Orchestra, Bastian Stein, Andi Kissenbeck's Club Boogaloo, Transit Room, Wanja Slavins Lotus Eaters, Luc Tonnerre, Nico Lohmann Quintett, Tal Arditi, Christoph Stiefel und Peter Protschka. Er tourte durch Mittel- und Westeuropa, Nordadamerika, Japan, Russland, Estland, Norwegen, Schweden, Italien und Slowenien.